# Onthophagus ornatulus
Onthophagus ornatulus là một loài bọ cánh cứng trong họ Bọ hung (Scarabaeidae).